# Dissoctena
Dissoctena é um gênero de mariposa pertencente à família Acrolophidae.